# Václav Bedřich
Václav Bedřich (Příbram, 28 d'agost de 1918 - Praga, 7 de març de 2009) fou un artista, animador i director de cinema txec.
Václav Bedřich no va poder estudiar durant la Segona Guerra Mundial, per la qual cosa va treballar als estudis de cinema AFIT i es va convertir en cap d'animadors. Posteriorment es va traslladar a l'estudi Bratři v triku i va treballar per a Jiří Trnka. Es va centrar en obres per a nens i als anys seixanta va treballar per al programa infantil per televisió Večerníček. Va dirigir la primera sèrie de televisió al vespre (O televizních strašidýlku .
Ha realitzat un total de 358 pel·lícules d'animació, algunes de les quals es consideren clàssics de l'animació infantil, com Maxipes Fík, O makové panence o Bob a Bobek. Va portar molts artistes capdavanters al món del cinema d'animació, com Miroslav Štěpánek, Adolf Born, Cyril Bouda, Vladimír Renčín o Vladimír Jiránek.

## Filmografia (parcial)
- 1986 – Velká sýrová loupež
- 1981 – Maxipes Fík II. – Divoké sny Maxipsa Fíka
- 1978 – Bob a Bobek
- 1977 – O zvířátkách pana Krbce
- 1976 – Sazinka
- 1975 – Dobré jitro
- 1975 – Maxipes Fík
- 1975 – Říkání o víle Amálce
- 1973 – Poklad v pyramidě
- 1972 – Očistná lázeň (Conquilla de plata al millor curtmetratge al Festival Internacional de Cinema de Sant Sebastià 1973)[2]
- 1972 – Kamenáč Bill a jeho přepevné laso
- 1971 – Kamenáč Bill a ohromní moskyti
- 1971 – O makové panence
- 1971 – Štaflík a Špagetka
- 1966 – Pohádky ovčí babičky
- 1964 – Kamenáč Bill a drzí zajíci
- 1958 – Modrý pondělek
- 1955 – Čert a Káča
- 1953 – Hrnečku, vař!
- 1951 – Pohádka o stromech a větru
- 1948 – Navrácená země